# Bivacco Manzi-Pirotta
Il bivacco Manzi-Pirotta, anche noto come Bivacco Antonio Manzi e Gianni Pirotta, è un bivacco situato in alta val Torrone, valle laterale della Val di Mello, nel comune di Val Masino (SO).

## Storia
Il bivacco è stato costruito nel 1947 e successivamente sostituito nel 1994 con una nuova struttura. Il bivacco è stato inizialmente dedicato alla memoria di Antonio Manzi, un partigiano fucilato a Fossoli nel 1944.  Dopo la posa del 2 novembre 1994 e l'inaugurazione del 4 settembre 1995 la nuova struttura del bivacco venne dedicata anche a Gianni Pirotta, istruttore della scuola di alpinismo del CAI della sezione di Monza, morto in montagna nel 1993.

## Caratteristiche
Il bivacco è posto a 2.538 m s.l.m. in alta valle Torrone (diramazione della Val di Mello) e consiste in una struttura metallica che permette il pernottamento a 9 persone.

## Accessi
Si può arrivare al bivacco partendo dalla località San Martino impiegando circa cinque ore.

## Ascensioni
- Pizzo Torrone Occidentale
- Pizzo Torrone Orientale
- Punta Ferrario
- Costiera del Cameraccio
- Picco Luigi Amedeo

## Traversate
Il bivacco si trova vicino al Sentiero Roma che collega diversi Rifugi e Bivacchi della Val Masino tra cui:
- Rifugio Allievi-Bonacossa raggiungibile in un'ora per il passo del Torrone
- Bivacco Odello-Grandori raggiungibile in due ore e mezza per il passo Cameraccio
- Rifugio Cesare Ponti raggiungibile in quattro ore per il passo Cameraccio e la bocchetta Roma